# Elegía (The X-Files)
«Elegy» es el vigésimo segundo episodio de la cuarta temporada de la serie de televisión estadounidense de ciencia ficción The X-Files. Fue escrito por John Shiban y dirigido por James Charleston. El episodio se emitió en los Estados Unidos el 4 de mayo de 1997 por la cadena Fox. Es una historia del «monstruo de la semana», una trama independiente que no está relacionada con la amplia mitología de la serie, aunque la batalla de Scully contra el cáncer es un punto importante de la trama. «Elegy» obtuvo una calificación Nielsen de 10,6 y fue visto por 17,1 millones de espectadores en su transmisión inicial. El episodio recibió críticas en su mayoría positivas de los críticos de televisión; la actuación de la actriz principal Gillian Anderson fue especialmente elogiado.
El programa se centra en los agentes especiales del FBI Fox Mulder (David Duchovny) y Dana Scully (Anderson) que trabajan en casos relacionados con lo paranormal, llamados expedientes X. En este episodio, Mulder y Scully rastrean una serie de asesinatos que conducen a un hogar para enfermos mentales y una pista que no tiene sentido: cada víctima ha aparecido como una aparición en el área donde se encontró su cuerpo junto con las palabras «Ella soy yo».
Shiban se inspiró para escribir el episodio basado en un incidente que involucró al padre de su esposa viendo potencialmente a otros seres en una habitación cuando se estaba muriendo. Shiban también se inspiró en la película de 1975 One Flew Over the Cuckoo's Nest. La serie buscó un boliche para usarla para filmar, pero muchos establecimientos en Vancouver, Canadá, se mostraron reacios a ceder más de dos tercios de su espacio y cerrarlo durante tres días. Finalmente, se eligió el Thunderbird Bowling Center.

## Argumento
Angie Pintero (Alex Bruhanski), la dueña de un salón de bolos, le dice a uno de sus empleados, un hombre con autismo llamado Harold Spuller (Steven M. Porter), que se vaya a casa por la noche. Poco después, Angie descubre a una chica rubia gravemente herida encajada dentro del colocador de bolos automático. La niña intenta hablar, pero ninguna palabra sale de su boca. Angie se da cuenta de que la policía está en un estacionamiento cercano y sale corriendo a buscar ayuda. Se da cuenta de que una multitud se ha reunido alrededor del cadáver de la misma chica que vio momentos antes en el salón. Angie relata su extraña historia a Fox Mulder (David Duchovny) y Dana Scully (Gillian Anderson). Mulder sospecha que Angie se encontró con el fantasma de la niña muerta; se informaron tres encuentros similares y tres asesinatos similares en el área en otras tantas semanas. Los agentes descubren las palabras "Ella soy yo" escritas en la pista de bolos donde Angie vio el espíritu, pero su significado sigue siendo un misterio.
El detective Hudak (Daniel Kamin) les dice a Mulder y Scully que una persona anónima llamó al 911 con un mensaje sobre Penny Timmons, una de las víctimas del asesino. La persona que llamó afirmó que las últimas palabras de Timmons fueron "Ella soy yo". Hudak nota, sin embargo, que la laringe de la víctima fue cortada, haciéndole imposible pronunciar las últimas palabras. Los agentes rastrean el origen de la llamada al 911 hasta un teléfono público en el Centro Psiquiátrico New Horizon. Mulder se da cuenta de que uno de los pacientes, Harold Spuller, evita su mirada. Después de ver fotografías de las víctimas del asesinato, Scully llega a la conclusión de que Spuller encaja en el perfil del asesino: una persona compulsiva consumida por el deseo de organizar, limpiar y reordenar. Scully usa un baño para atender una hemorragia nasal y allí se encuentra con la aparición de otra joven rubia. Momentos después, Mulder le dice que el cuerpo de otra víctima fue encontrado cerca y Scully se da cuenta de que era la misma niña que vio como una aparición. Scully decide buscar atención médica para su hemorragia nasal, pero le dice a Mulder que se quede y continúe trabajando en el caso. Mientras tanto, la audiencia se da cuenta de que Harold ve las apariciones de todas las jóvenes asesinadas recientemente.
Después de que le revisen la hemorragia nasal, Scully hace una cita con un psiquiatra del FBI a quien le confía que ha llegado a comprender que confía en Mulder mucho más de lo que nunca pensó y encuentra que él es una fuente de fortaleza. Mientras tanto, Mulder lleva a Harold a la comisaría para interrogarlo y, durante su interrogatorio, hace una conexión entre largas cadenas de números que Harold puede recordar al mando del salón de bolos. Junto con Hudak y el abogado de Harold, Harold lleva a Mulder a una habitación trasera accesible desde el salón. Las paredes de la habitación están cubiertas con hojas de puntuación, incluidas las de las víctimas, y estas son las cadenas de números que recuerda Harold. Mulder se da cuenta de que Harold conoció a cada una de las mujeres asesinadas en el salón, pero Harold se enoja mucho y, desde su punto de vista, Angie Se ve al fantasma de pie detrás de Mulder. Harold sale corriendo de la habitación y se dirige al salón, donde Angie yace muerta de un ataque al corazón. Mulder se acerca a Scully y le pide que examine a Harold, porque todas las personas que vieron las apariciones se estaban muriendo o estaban a punto de morir, lo que implica que Harold podría ser el próximo. Mulder también cree que Harold formó algún tipo de conexión profunda con las víctimas, pero no pudo expresar sus sentimientos debido a su autismo, por lo que se formó una conexión psíquica entre él y las mujeres asesinadas. Scully, que también vio el fantasma de una víctima, está sorprendida por la implicación, pero no se lo dice a Mulder.
Harold es escoltado de regreso al centro psiquiátrico donde es atormentado por la enfermera Innes (Nancy Fish), una acosadora que parece sentir una aversión particular por Harold. Más tarde, Mulder encuentra a Innes tirada en el suelo, medio inconsciente. Innes afirma que Harold se volvió loco y la atacó. El compañero de cuarto de Harold, Chuck Forsch, le dice a Scully que la enfermera Innes le advirtió a Harold que lo estaba envenenando. Scully se da cuenta lentamente de que Harold probablemente no ha estado tomando sus medicamentos y que Innes, no Harold, fue responsable de los asesinatos. Cuando Innes ataca a Scully con un bisturí, Scully saca su arma y dispara, golpeándola en el hombro. Mientras resume el caso con Mulder, Scully explica que Innes había estado tomando la medicación no utilizada de Harold, lo que provocó un comportamiento violento e impredecible. Scully plantea la hipótesis de que Innes, enojada porque su esposo la dejó por una mujer más joven, cometió los asesinatos para destruir la felicidad y el afecto inocente que Harold sentía por las jóvenes. Más tarde, el cuerpo de Harold es descubierto en un callejón cercano, aparentemente víctima de una insuficiencia respiratoria. Scully, sin embargo, sospecha que Harold murió por lo que Innes le quitó. Scully le admite a Mulder que vio el fantasma de la cuarta víctima poco después de que la asesinaran y los dos tienen una breve pero intensa discusión sobre la confianza y el miedo que ambos comparten. Más tarde, Scully ve el espíritu de Harold sentado en el asiento trasero de su auto.

## Producción

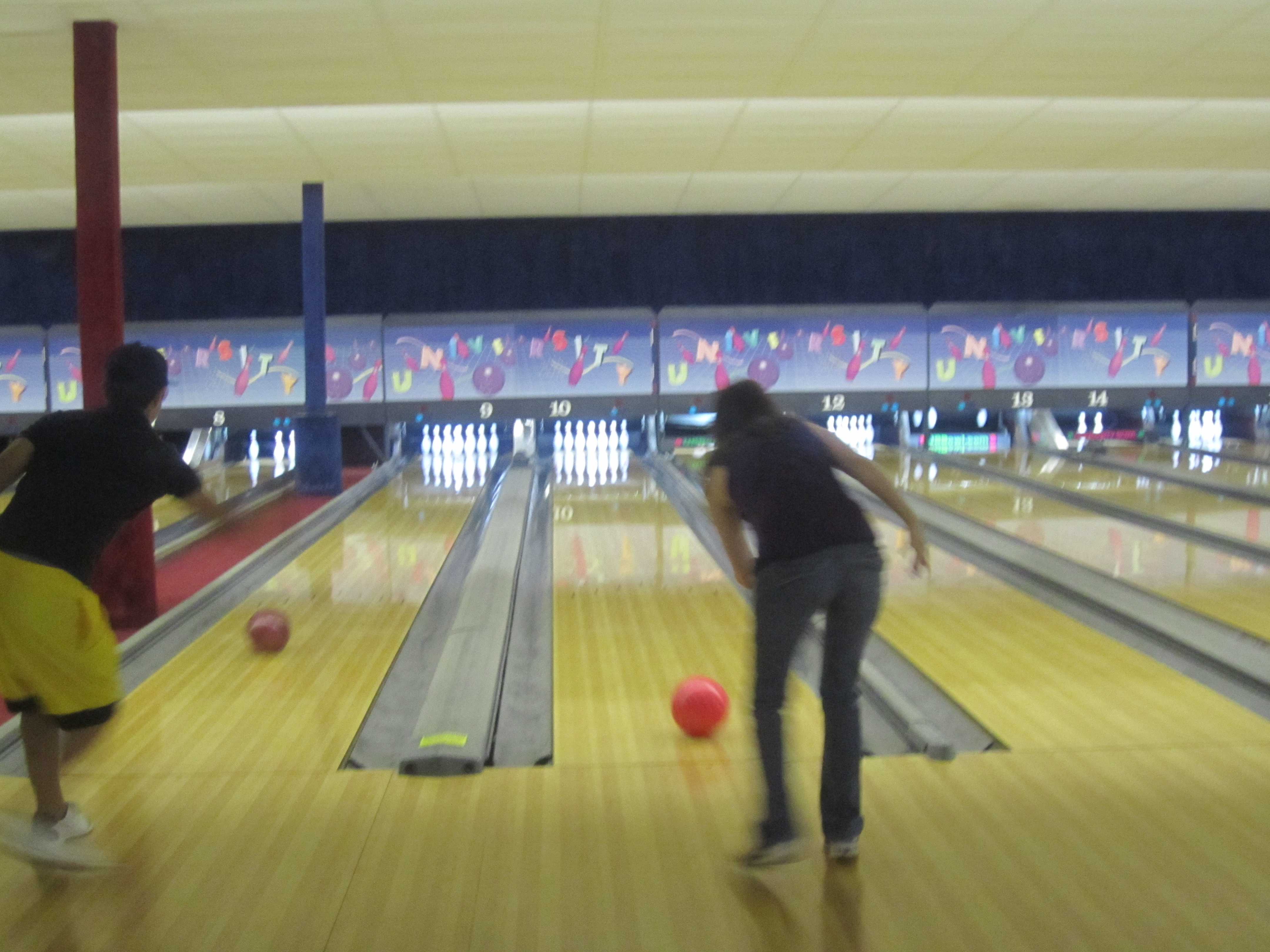
Se exploraron varios boliches para el episodio (en la foto, un boliche en San Antonio, Texas).

«Elegy» fue escrito por John Shiban y dirigido por James Charleston. Shiban se inspiró para escribir el episodio después de que él y su futura esposa visitaran a su padre moribundo en un hospital. Según Shiban, su suegro seguía mirando alrededor de la habitación, como si mirara a otras personas; sin embargo, Shiban y su compañero eran los únicos visitantes en la sala. Eventualmente, el suegro de Shiban preguntó a los dos quién más estaba en la habitación, y cuando respondieron que solo ellos lo estaban visitando, pareció perplejo y siguió mirando alrededor de la habitación. Shiban comenzó a preguntarse si «una persona moribunda podría mirar a través de las grietas [...] hacia el otro mundo», que desarrolló en una historia sobre un «salón de bolos encantado» porque «solo sonaba bien».
Harold Spuller se inspiró en la película de 1975 One Flew Over the Cuckoo's Nest protagonizada por Jack Nicholson como Randle McMurphy. Coincidentemente, el amigo de Spuller en este episodio, Chuck Forsch, es interpretado por el actor Sydney Lassick, quien había aparecido previamente en la película como uno de los pacientes de McMurphy. Steven M. Porter era amigo del coproductor ejecutivo Frank Spotnitz, y debido a esta conexión se le permitió hacer una audición para un papel de invitado en el programa. Después de su audición, Porter sintió que «o había causado una gran impresión o un completo ridículo». Porter usó su experiencia en una obra llamada Asylum para desarrollar los diversos «gestos y tics» que tiene Spuller.
El equipo de producción preguntó a varios boliches si permitirían que el programa se filmara en su espacio, pero muchos se mostraron reacios, ya que les obligaría a cerrar durante tres días y, por lo tanto, perderían ingresos. Finalmente, el Thunderbird Bowling Center le dio permiso al programa para filmar en su edificio, bajo la condición de que el programa dejara las superficies de bolos como estaban. Esto obligó al personal de producción a usar zapatos de bolos o usar «botines de papel» improvisados en los pies para no rayar las pistas de madera. Entre montajes de cámara, Duchovny y el director Charleston jugaron bolos juntos; Duchovny luego bromeó diciendo que después del episodio, «se dio cuenta de la edad» que tenía porque se sentía dolorido por todos los bolos; «Cuando te duele jugar a los bolos, es hora de empezar a pensar en tu vida y hacia dónde te diriges».

## Recepción
«Elegy» se estrenó en la cadena Fox el 4 de mayo de 1997. Este episodio obtuvo una calificación Nielsen de 10,6, con una participación de 16, lo que significa que aproximadamente el 10,6 por ciento de todos los hogares equipados con televisión y el 16 por ciento de los hogares que ven televisión , sintonizaron el episodio. «Elegy» fue visto por 17,1 millones de espectadores en la primera emisión.
Robert Shearman y Lars Pearson, en su libro Wanting to Believe: A Critical Guide to The X-Files, Millennium & The Lone Gunmen, calificaron el episodio con cuatro estrellas de cinco y lo llamaron «fantástico». Aplaudieron el guion de Shiban y señalaron que se centró en «una mayor atención a la relación entre Mulder y Scully», en lugar del archivo X en sí. Los dos calificaron la toma en la que Scully ve la aparición en el baño como «una de las cosas más escalofriantes que la serie ha ofrecido este año», y señalaron que la parte en la que Scully consulta con su consejero «es lo más destacado de la temporada». Paula Vitaris, escribiendo para Cinefantastique, calificó a «Elegy» con tres estrellas de cuatro, y escribió que la parte del archivo X del episodio «se desmorona al final», pero que la entrega se salva por «el impacto emocional de Scully». Vitaris elogió la actuación del elenco y elogió especialmente la actuación de Anderson, y señaló que transmitió «la conmoción y la confusión al presenciar la aterradora visión de la chica fantasmal con la garganta cortada».
No todas las críticas fueron tan positivas. Emily VanDerWerff de The A.V. Club otorgó al episodio una «B−» y lo llamó «alternativamente profundamente conmovedor y realmente estúpido». Su principal crítica al episodio fue que retrataba la enfermedad mental de una manera que era «ofensiva en el peor de los casos y simplemente idiota en el mejor de los casos». Además, se burló del tropo de «persona mágica con discapacidad mental» como «digno de vergüenza» y cliché. VanDerWerff, sin embargo, escribió que el episodio se salvó en gran parte debido a las «pequeñas escenas hermosas que te permiten ver el peso de todo lo que Scully ha estado cargando».